# Villarino del Sil
Villarino del Sil es una localidad española que forma parte del municipio de Palacios del Sil, en la provincia de León, comunidad autónoma de Castilla y León.

## Geografía

### Ubicación
| Noroeste: Tejedo del Sil | Norte: Villager de Laciana | Noreste: Rabanal de Abajo |
| Oeste: Tejedo del Sil    |                            | Este: Rabanal de Abajo    |
| Suroeste Mataotero       | Sur: Mataotero             | Sureste: Salientes        |

## Demografía
Evolución de la población
| Gráfica de evolución demográfica de Villarino del Sil entre 2000 y 2017 |
|                                                                         |
| Población de derecho (2000-2017) según el padrón municipal del INE      |